# Берген, Ян III ван
Ян III ван Глим ван Берген (нидерл. Jan III van Glymes van Bergen, фр. Jean III de Glymes de Berghes; 15 октября 1452, Берген-оп-Зом или замок Ваув (Северный Брабант) — 20 января 1532, Брюссель) — государственный деятель Габсбургских Нидерландов.

## Биография
Из семьи Ван Глим — потомков Яна ван Кордекина, внебрачного сына Жана II, герцога Брабанта. Сын Яна II ван Бергена и Маргерит де Рувруа де Сен-Симон.
9 мая 1472 года получил от отца сеньорию Вален-Сен-Поль, а после смерти старшего брата в 1475 году стал наследником Берген-оп-Зома, который Ян II уступил ему в декабре 1481 года, сохранив узуфрукт.
После смерти Яна II 7 сентября 1494 года его сын унаследовал помимо Берген-оп-Зома еще несколько сеньорий, в том числе Глим, Мелин и Оппребе.
В июле 1512 года он расширил свой домен, приобретя у родственника, Георга ван Глима, землю Гримберген.
7 октября 1472 года Ян, уже носивший титулы советника и камергера герцога Бургундского, стал главным ловчим Брабанта.
Участвовал в войнах Карла Смелого: в осадах Нойса (1474—1475) и Нанси (1476—1477), был взят в плен в битве при Нанси, и освобожден за выкуп, совместно выплаченный его отцом и городом Берген-оп-Зомом.
29 мая 1477 года был назначен губернатором города и замка Вилворде.
9 мая 1481 года на капитуле в Хертогенбосе принят в рыцари ордена Золотого руна.
По примеру других дворян, участвовал в дипломатических миссиях, где хорошо себя зарекомендовал. В декабре 1482 года был среди подписавших Аррасский мир. По его условиям дофин Карл должен был жениться на Маргарите Австрийской, и Ян ван Берген сопроводил юную принцессу во Францию, где она должна была воспитываться. После заключения Санлисского договора в мае 1493 года и отказа Карла VIII от женитьбы он же привез Маргариту обратно в Мехелен.
В 1485 году стал камергером и первым советником Максимилиана Габсбурга. 19 августа того же года получил должности губернатора, генерал-капитана и верховного бальи графства Намюр. Принес присягу 19 августа 1485 года.
Максимилиан использовал ван Бергена в структуре финансовой администрации: 25 декабря 1487 года тот вошел в группу из шести дворян, занимавшихся управлением финансами.
После эмансипации Филиппа Красивого в 1494 году Ян ван Берген стал первым камергером и управляющим дворцом эрцгерцога, а также хранителем тайной печати нового суверена. Одновременно он продолжал работать в финансовой области, и 14 марта 1497 года упоминается в числе четырех камергеров-казначеев, заведовавших финансами.
Допущенный в Княжеский совет Нидерландов, он был в это время сторонником мирной политики, опиравшейся на традиционный союз с Англией. В основе его англофильства лежали коммерческие соображения: Берген-оп-Зом, город ярмарок и центр ткацкой промышленности, был тесно связан с английскими «Купцами-авантюристами».
В 1501 году Ян III сопровождал Филиппа в Испанию. Будущий король решил отказаться от привилегированных отношений с Англией и искать сближения с французами. Этот поворот во внешней политике и интриги профранцузской партии пошатнули положения Яна III, который покинул Толедо 23 июля 1502 года вместе со своим братом Хендриком ван Бергеном, епископом Камбре и главой Тайного совета. Должность первого советника перешла к Энгельберту фон Нассау. В 1503 году ван Берген был снят с постов губернатора Намюра и главного ловчего Брабанта, перешедших к сеньору де Шьевру, и с должности шателена Вилворде, доставшейся Энгельберту фон Нассау.
После смерти Филиппа Красивого политическое влияние Яна III восстановилось. Он был в составе делегации, предложившей императору Максимилиану регентство в Нидерландах и опеку над юным Карлом Австрийским. В 1507 году он отправился в герцогство Савойю, чтобы сопровождать на родину Маргариту Австрийскую, которой отец передал управление Нидерландами.
В октябре—декабре 1507 года он участвовал в переговорах в Кале, где обсуждался военный альянс Англии и Нидерландов. Для укрепления этого союза было решено сочетать браком Карла Австрийского и дочь Генриха VII Марию Тюдор. На официальной церемонии в Ричмондском дворце 17 декабря 1508 года Ян III представлял юного эрцгерцога и обручился с Марией по доверенности.
В 1509 году Ян ван Берген полностью восстановил свое положение: 17 марта ему вернули должность главного ловчего Брабанта, 25-го назначили советником и камергером Карла Австрийского, 26-го восстановили в должностях губернатора, генерал-капитана и верховного бальи Намюра, а 27-го он стал губернатором Бреды и земли Ворн.
Ян III был одним из дипломатов, участвовавших в создании Священной, или Мехеленской, лиги 5 апреля 1513 года, объединившей папу Льва X, императора Максимилиана, Фердинанда Арагонского и Генриха VIII, дабы помешать французам нарушить европейское равновесие и установить свое господство в Италии.
В 1510—1514 годах ван Берген также числился в составе коллегии советников, управляющих финансами.
5 января 1515 Карл Австрийский был объявлен совершеннолетним по инициативе его первого камергера сеньора де Шьевра, в результате чего Маргарита Австрийская была отстранена от наместничества. Ян ван Берген остался проводником англофильской политики в недрах Тайного совета, противостоя профранцузской линии Шьевра, и стал привилегированным переговорщиком для англичан, продолжая поддерживать добрые отношения с Маргаритой.
Двуличие Франциска I и вступление Карла на трон Испании привели к соглашению Маргариты Австрийской с ним и де Кроем. Маргарита снова получила штатгальтерство в Нидерландах, а позиции ван Бергена при дворе укрепились.
В 1521 году началась война между Карлом V и Франциском. Обе стороны искали союза с Англией, которая предложила посредничество, согласно положениям Лондонского договора о вечном мире 1518 года. В Кале начались переговоры под председательством канцлера Англии кардинала Томаса Уолси. Ван Берген был в числе имперских послов. Уолси отправился в Брюгге, где был принят лично Карлом V, и 25 августа 1521 года от имени Генриха VIII подписал договор о военном союзе против Франции. С имперской стороны договор подписали Маргарита Австрийская и Ян ван Берген.
В 1523 году несколько нидерландских грансеньоров жаловались императору, что Маргарита проводит заседания Тайного совета без их участия, и не ставит в известность о вопросах, которые там обсуждаются. 30 августа 1523 года Карл V распорядился, чтобы его тетка впредь не принимала решений без советов группы дворян, куда входил и Ян III.
Этот конфликт был связан с противостоянием проанглийской и профранцузской партий и скандалом вокруг Филибера Натюреля, прево кафедрального собора Утрехта и канцлера ордена Золотого руна. Несколько раз направлявшийся послом во Францию, он получил там церковные бенефиции, и продолжал поддерживать связи с французами и во время войны. Его подозревали в содействии французским агентам, пытавшимся в 1523—1524 годах вывести Нидерланды из войны. Ян ван Берген и еще несколько сеньоров заявили, что не будут принимать участие в заседаниях Тайного совета, пока из его состава не выведут Натюреля. В этом их поддержал английский посол Вильям Найт. Маргарита некоторое время сопротивлялась, но в 1527 году Натюрель потерял постоянное место в совете и лишился влияния.
В последние годы жизни Ян III начал постепенно приобщать своего сына Антона, сеньора де Вален-Сен-Поль, к административным функциям. После смерти Маргариты Австрийской отец и сын были в числе советников, решивших передать текущие дела Жану Каронделе (юстиция и администрация) и Антуану де Лалену (политика).
1 октября из Тайного совета был выделен новый Государственный совет, куда вошли отец и сын ван Бергены. Ряд их коллег начал высказывать недовольство чрезмерным усилением «клана» Бергенов (куда также входили Адольф Бургундский, зять Яна III, и Филипп де Крой, шурин Антона). В результате младший ван Берген стал посещать заседания только в случае отсутствия своего отца.
20 января 1532 года Ян III умер в своем особняке (дом Бергов), расположенном позади коллегиального хора Святой Гудулы в Брюсселе. Останки были перевезены в Берген-оп-Зом и погребены в фамильном склепе в церкви Святой Гертруды.
Как владетель Берген-оп-Зома, Ян III проявлял особую заботу о благе жителей. В 1499 году он приказал магистрату построить водяную мельницу, часть прав на баналитет с которой передавалась городу. Чтобы эта мельница могла использоваться и во время прилива и во время отлива, был вырыт большой резервуар (Hauwer), защищенный дамбами.
По ходатайству ремесленников, ван Берген улучшил водоснабжение города, приведя в порядок канал Мурварт.
В области благотворительности, он решил в 1525 году построить госпиталь Святой Елизаветы. В 1515 году он получил в наследство от Элизабет Ламбрехтс приют для стариков, расположенный на прежней улице Святой Гертруды (ныне рю де Марсуен, или Брюневисстрат). Он увеличил содержание этого благотворительного учреждения, а в 1530 году перестроил здание, после чего переименовал в дом Святого Иоанна (Sint Janshuys).
Столкнувшись с долгостроем при сооружении внушительной церкви Святой Гертруды, ван Берген добился от государя права организовать для финансирования строительства две лотереи (в 1518 и 1525 годах), призами которых были предметы искусства.
Наконец, он деятельно обустраивал дворец сеньоров Берген-оп-Зома, по проекту мехельнского архитектора Антона Келдерманса. Он закончил главный зал дворца (Hofzaal), который в 1521 году был украшен прекрасной лепниной (Sint Christoffelschoorsteen) Ромбаута Келдерманса, сына Антона. Также он поставил изящные оконные решетки на фасаде и приказал устроить колодец во внутреннем дворе, крытый кованным железом, до нашего времени не сохранившимся.

## Семья
Жена (контракт 12.12.1487): Адриенна де Бримё (10.03.1471—31.05.1500), дочь Ги де Бримё, сеньора де Эмберкура и графа ван Мегена, и Антуанетты де Рамбюр
Дети:
- Ян ван Глим (15.08.1489—10.11.1514), сеньор де Вален-Сен-Поль. Жена (01.1504): Анна ван Беверен (ок. 1485—1511/1512), дочь Филиппа ван Беверена, графа де Ла-Рош и Анны ван Борселен, дамы де Вер
- Анна ван Глим (16.09.1492—15.02.1541). Муж (18.06.1509): Адольф ван Беверен, граф де Ла-Рош
- Маргарета ван Глим (ум. 1496)
- Адриана ван Глим (9.03.1495—27.06.1524). Муж (24.08.1514): Филипп I фон Нассау (1492—1558), граф фон Нассау-Висбаден-Идштейн
- Йоханна ван Глим (1497—?)
- Филип ван Глим (25.05.1498—1.07.1525), сеньор де Вален-Сен-Поль. Жена (ок. 1515): Генриетта де Вален
- Антон ван Глим (13.05.1500—27.06.1541), маркиз ван Берген-оп-Зом. Жена (12.03.1520): Жаклин де Крой (ум. ок. 1550), дочь Анри де Кроя, графа де Порсеан, и Шарлотты де Шатобриан, дамы де Луаньи